# Sloup svaté Anny (Most)
Sloup sv. Anny stojí v současné době uprostřed 1. náměstí v Mostě, kam byl přemístěn ze zbořeného náměstí Míru ve starém Mostě. Morový sloup je chráněn jako kulturní památka České republiky. Kolem sloupu je dnes ohrazení, které je tvořeno šestnácti kovovými sloupky. Tyto sloupky jsou spojené masivním řetězem.

## Historie
Sloup sv. Anny sochařským dílem Giovanna Pietra Toscanyho. Byl postaven po morové epidemii, která město Most zasáhla v roce 1680. Původně stál na náměstí Míru ve starém Mostě. Potom byl přemístěn do farní zahrady v Českých Zlatníkách. Následně byl přemístěn ke kostelu sv. Jiří, později přemístěn ke kostelu Nanebevzetí Panny Marie ve starém Mostě. Obě tato přemístění byla provedena na základě rozhodnutí odboru kultury ONV v Mostě. Přemístění od děkanského kostela ve starém Mostě na 1. náměstí v Mostě bylo vykonáno na základě rozhodnutí Ministerstva kultury pod čj. 6941/98.

## Popis

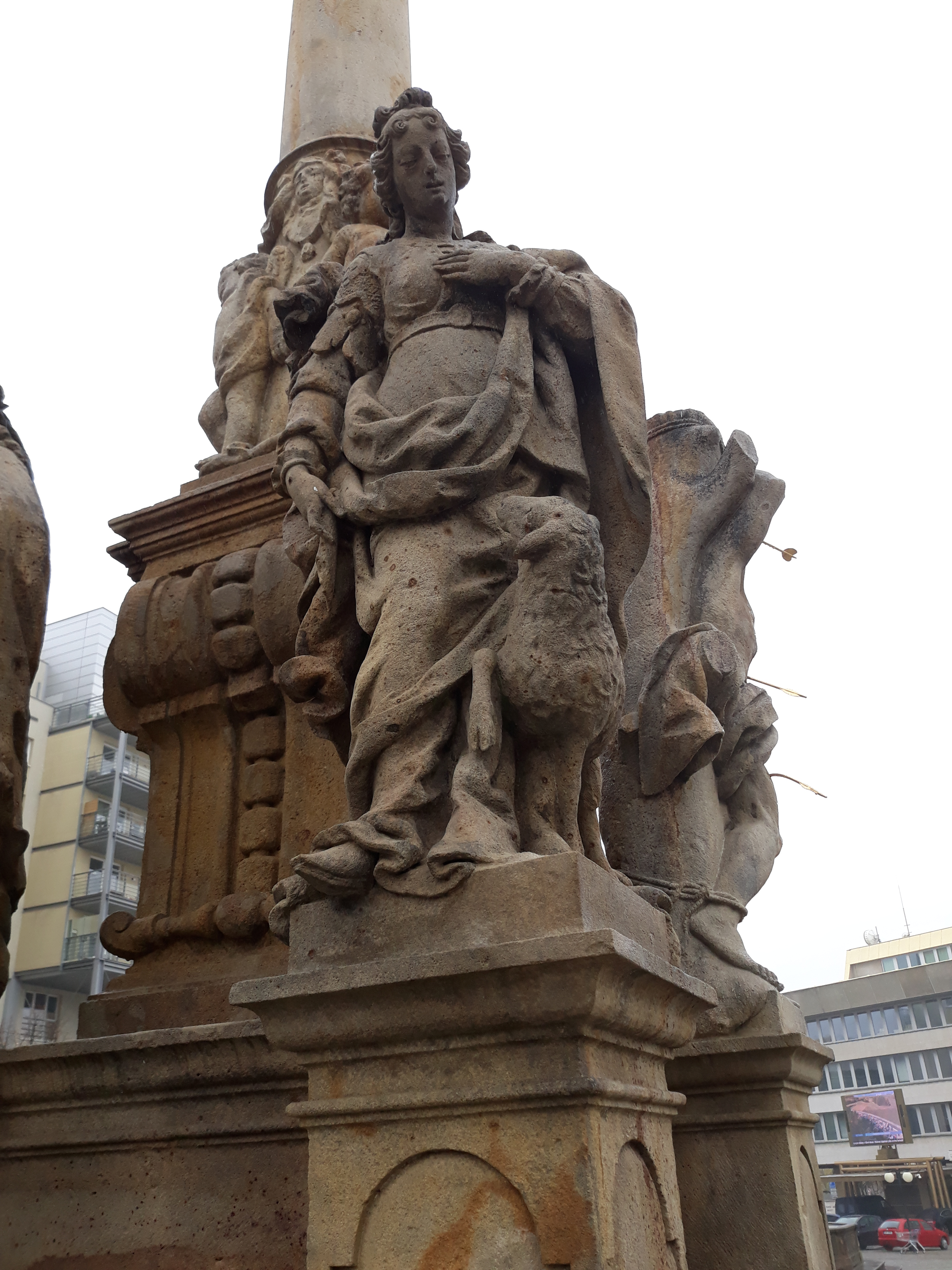
Socha sv. Anežky s ovcí vedle levé nohy

Na vrcholu sloupu stojí socha sv. Anny Samotřetí. Světice je zobrazena čelně. Na pravé ruce chová sedícího nahého Ježíška (vnuka) a na levé ruce chová Pannu Marii (matku Ježíška). Anna je oblečena do dlouhých řasnatých šatů s dlouhými rukávy a do pláště. Hlavu jí kryje rouška. Sochařský výtvor má členitý sokl na nízké podnoži. Následuje vlastní sokl obdélníkového půdorysu. Ten je na všech  nárožích (čtyřech) rozšířený o předstupující hranolové pilíře, na nichž jsou sochy dvou světců a dvou světic.
Na pravém předním pilíři je socha sv. Rocha, ochránce proti moru. Světec stojí a mezi jeho nohama na zemi se nachází pes. Tento světec je oblečen do poutnického roucha s dlouhými rukávy. Pravou rukou si roucho vykasává a ukazováčkem ukazuje na morovou ránu na svém levém stehně. Svatý Roch má vlnité vlasy a delší vlnitý plnovous.
Na levém pilíři, přední strany soklu stojí socha sv. Šebestiána. Jde o nahého mladíka s bederní rouškou, který je přivázán ke kmeni mohutného stromu, dvojitým provazem za pravou nohu pod kotníkem. Oči jsou zavřené, ústa pootevřená, obličej vyjadřuje bolest. Na těle má zabodnuto pět šípů – v oblasti srdce, na levé holeni, dva v pravém stehně, v pravé paži a v pase na pravé straně.
Na dvou zadních pilířích jsou sochy dvou světic – sv. Anežky a sv. Rozálie.
Sv. Rozálie stojí na pravé zadním pilíři. Je oblečená do dlouhých šatů, přepásaných páskem s kulatou sponou. Svatá Rozálie má plášť, který jí zakrývá ramena i paže. V levé ruce má lebku opřenou o levý kyčel. Na dlouhých vlnitých vlasech má věnec z velkých květů růží.
Na levém pilíři, zadní strany soklu stojí socha sv. Anežky. Ta má u levé nohy ovci. Svatá Anežka nestojí čelně, ale na koso a to směrem doprava. Je oděna do dlouhých šatů s dlouhými rukávy, dole s ozdobným kanýrem. Šaty jsou pod prsy přepásané páskem, uprostřed s oválnou sponou. Světice má plášť s kapucí. Na dolní etáž sochařského díla navazuje střední úsek, tvořený podstavcem sloupu.
Dolní část sloupu se sv. Annou je zdobena na přední i zadní straně dvojicí puttů. Jde o nahé okřídlené dětské postavičky s vlnitými vlásky. Sloup je ve středním a horním úseku bez výzdoby. Nahoře sloup ukončuje kompozitní hlavice. Dole je sloup ukončen motivem z plodů.

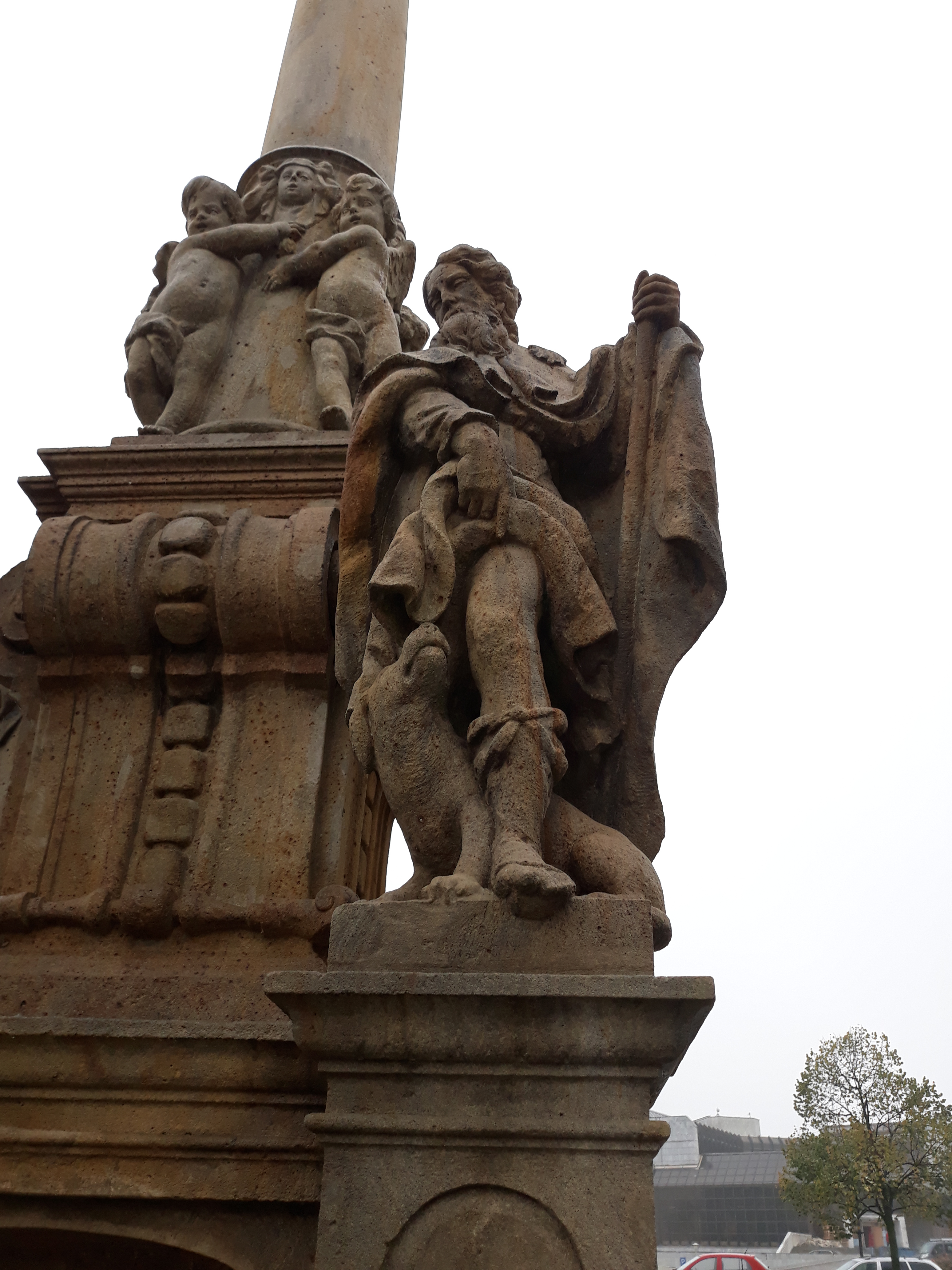
Socha sv. Rocha
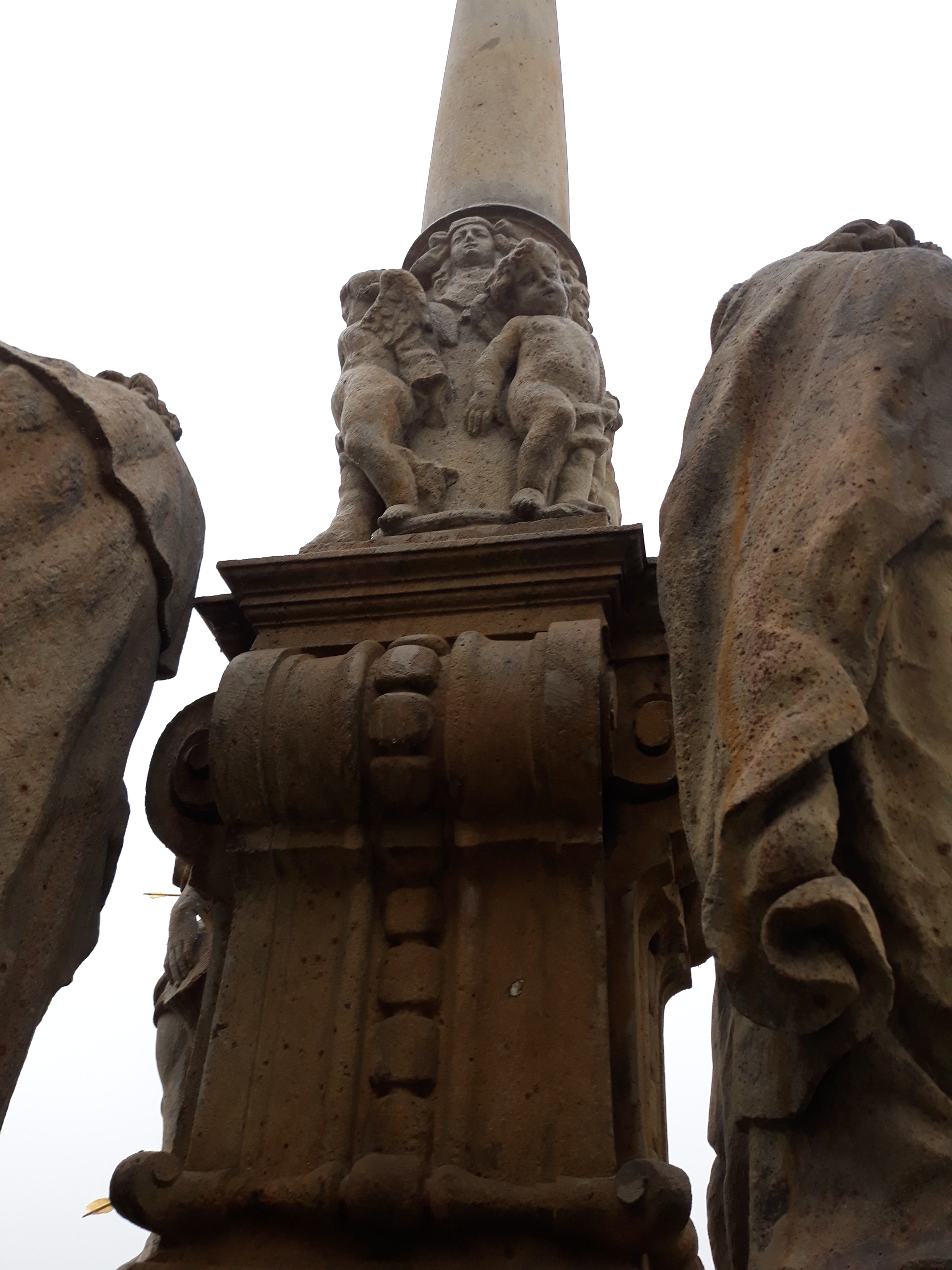
Putti okřídlené děti
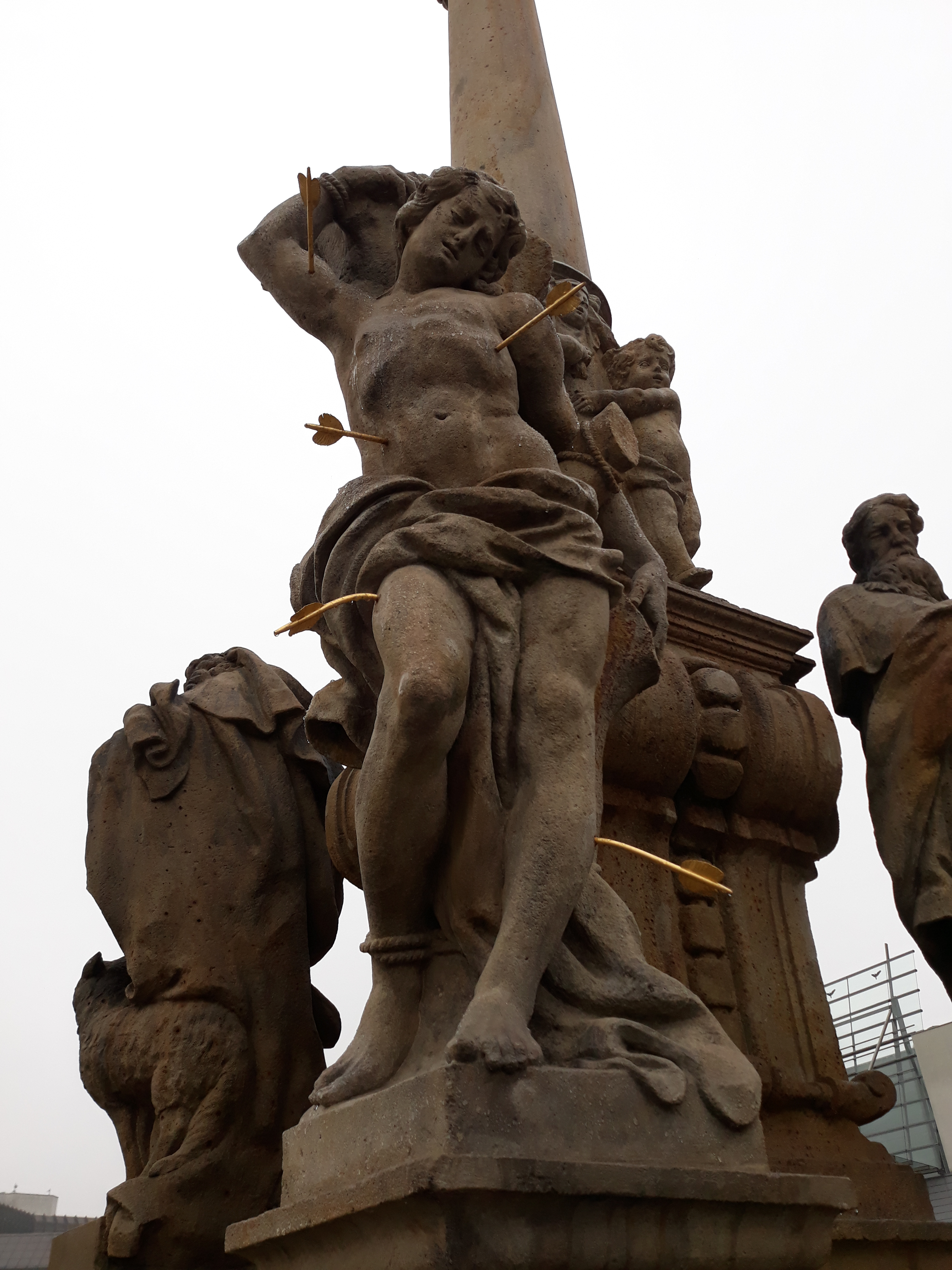
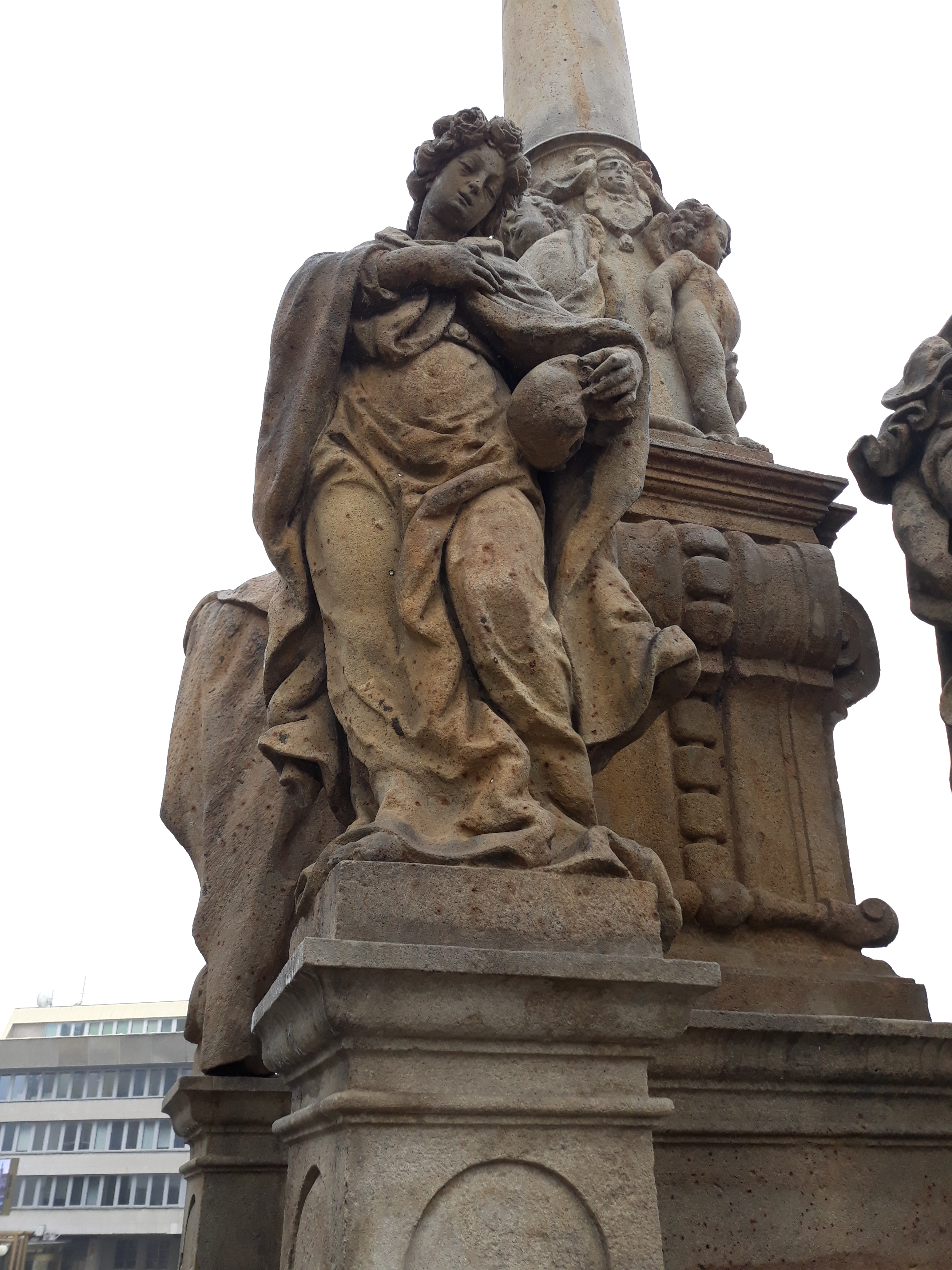
Socha svaté Rozálie držící lebku